# Escuela Técnica Superior de Ingeniería Industrial de Barcelona

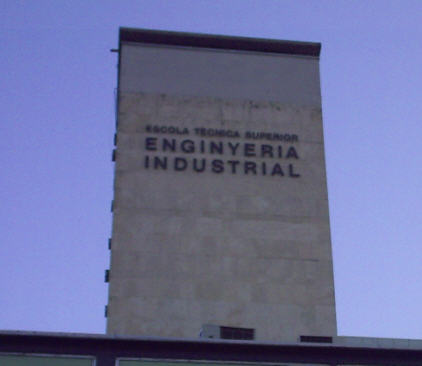
Torre izquierda de 11 pisos del edificio H de la ETSEIB

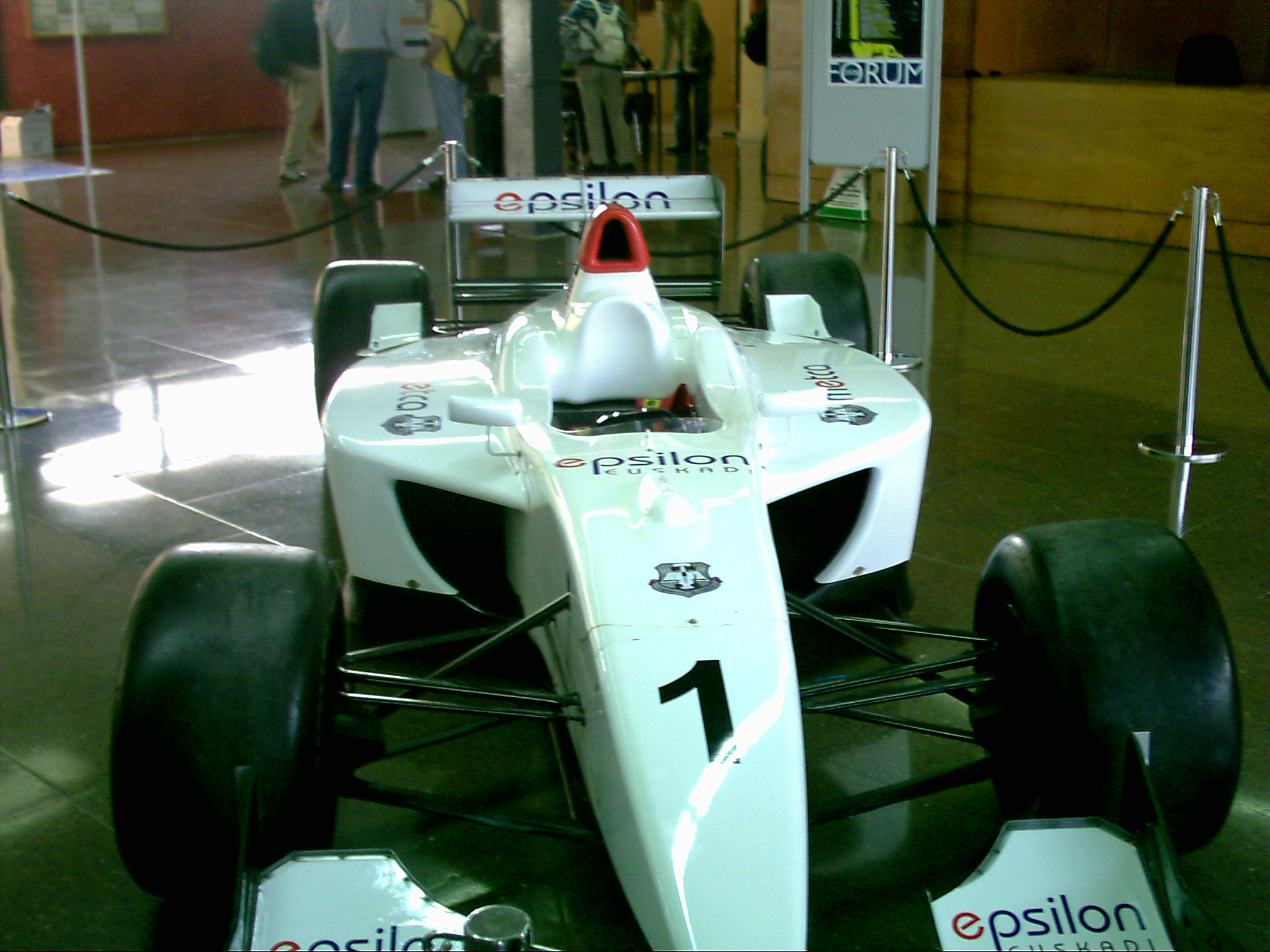
Coche de carreras expuesto en la Escuela de Ingeniería con motivo del Forum 2006

La Escuela Técnica Superior de Ingeniería Industrial de Barcelona (ETSEIB), [en catalán: Escola Tècnica Superior d'Enginyeria Industrial de Barcelona) es un centro universitario de la Universidad Politécnica de Cataluña.

## Historia
La Escuela Industrial Barcelonesa fue creada en 1851, absorbiendo las cátedras técnicas y científicas que se habían ido creando por la Junta de Comercio desde 1769. Entre todas las escuelas industriales que se crearon en España en esta fecha, solo esta ha ido funcionando ininterrumpidamente hasta hoy. Las primeras clases se impartieron en el antiguo convento de San Sebastián (hoy desaparecido), el cual se encontraba próximo a la Lonja. En 1873 la Escuela fue trasladada al edificio de la Universidad, en la plaza homónima; en 1927 ocupó parte de la antigua fábrica de Can Batlló, en la calle Conde de Urgel. Finalmente, en 1964, se trasladó al actual edificio de la avenida Diagonal.
Esta Escuela ha formado a 14.000 titulados, quienes decisivamente contribuyeron y siguen haciéndolo a la industrialización y al progreso tecnológico, social y cultural de Cataluña y de España. La Escuela fue uno de los centros que por agrupación, constituyeron la Universidad Politécnica de Barcelona en 1971, hoy Universidad Politécnica de Cataluña.
En la Escuela aparte de Ingeniería Industrial Superior se pueden cursar también las titulaciones de Ingeniería Europea de Materiales e Ingeniería en Organización Industrial, aparte de algunos másteres.

## ETSEIB Motorsport
Desde el curso 07/08, esta facultad cuenta con su propio equipo de competición llamado ETSEIB Motorsport. Está formado por estudiantes del centro, con la colaboración de parte del profesorado y cada año participan en las competiciones internacionales de la Formula Student y la Moto Student.

## Alumnado destacado
- Pau Sans i Guitart, político.
- Fèlix Cardellach i Alivés
- Josep Roca i Soler, empresario y cofundador de la empresa Roca
- Esteve Terradas, físico, matemático e ingeniero
- Carles Emili Montañès i Criquillion, cofundador de la Barcelona Traction
- Rafael Campalans i Puig, ingeniero, político y profesor
- Carles Pi i Sunyer
- Santiago Rubió i Tudurí
- José Vilarasau Salat, presidente de la Fundación La Caixa.
- Gabriel Ferraté Pascual
- Martí Vergés Trias
- Salvador Gabarró i Serra, presidente ejecutivo de Gas Natural.
- Pedro Nueno Iniesta
- Joaquim Molins i Amat
- Joan Rosell i Lastortras
- Albert Espinosa i Puig
- Emilio Viader, descubridor de la mina de potasa de Suria.

## Forum ETSEIB
Es la feria profesional más importante del sector industrial de Cataluña, España. Un evento de 3 días de duración que tiene lugar en la Escuela Técnica Superior de Ingeniería de Barcelona de la Universidad Politécnica de Cataluña (UPC). Organizada por un equipo formado por estudiantes de la facultad.
El objetivo de dicho evento es crear un vínculo entre el entorno académico y el mercado laboral. Se ofrece a las empresas una plataforma para promocionarse y a los estudiantes la posibilidad de encontrar programas de prácticas, proyectos de final de carrera e incluso incorporarse al mundo laboral.
Además de stands de las empresas con toda la información y representantes de recursos humanos se realizan diversas actividades como conferencias, cafés coloquio, entrevistas personales y workshops.